# Nerzweiler
Nerzweiler település Németországban, Rajna-vidék-Pfalz tartományban. Lakosainak száma 107 fő (2023. december 31.).

## Népesség
A település népességének változása:
| Lakosok száma | 165  | 114  | 111  | 112  | 113  | 107  |
|               | 1975 | 2017 | 2019 | 2021 | 2022 | 2023 |